# エゴサーチ
エゴサーチ（egosearching）とは、検索エンジンなどを使って自分の本名やハンドルネーム、運営しているサイト名やブログ名を検索し、インターネット上における自分自身の評価を確認する行為のことである
。略してエゴサともいう。私・自分・自己を意味する、ラテン語由来のエゴ（ego）と、検索することを意味する英語のサーチ（search）とを合成した単語で、日本語では「自分検索」「自己検索」などの意味となる。「エゴサーチ」は和製英語ではなく英語由来の語であるが、英語では「egosearching」や「egosurfing」、「vanity searching（うぬぼれ検索）」ともいう。

## 概要
自分の知らない間に、本人に無断でウェブページ上に個人情報が書かれていたり、また、インターネット上で誹謗・中傷されている場合があり、それらの犯罪行為を発見するためにする場合もあるが、インターネット依存症の症例の一つともされていた。しかし情報環境の変化とともに、現在では、個人情報の流布や自己について書かれたことを逸早く自分で感知するという、いわば犯罪防止の一部ともいえる。
現代用語の基礎知識がはやくも2006年版で採用した他、知恵蔵・デジタル大辞泉にも採用された。
2016年には三省堂主催今年の新語に「エゴサ」が9位入賞。同社が発行する「現代新国語辞典第六版」（2018年10月発行）並びに「大辞林第四版」（2019年9月発行）に採用された。
またエゴサーチを逆に利用するケースもある。例に、ワークマン専務の土屋哲雄などはエゴサーチにより情報収集を行い経営に反映している。